# Avesnes-sur-Helpe
Avesnes-sur-Helpe (Nederlands: Avenne aan de Helpe) is een gemeente in het Franse Noorderdepartement (Frans: département du Nord) (regio Hauts-de-France) en telde op 1 januari 2022 4.088 inwoners, die Avesnois worden genoemd. Het is de onderprefectuur van het arrondissement Avesnes-sur-Helpe.
Voor 1962 heette de gemeente simpelweg Avesnes.
Nabij de stad ligt het Regionaal Natuurpark van de Avesnois.
In de gemeente ligt spoorwegstation Avesnes.

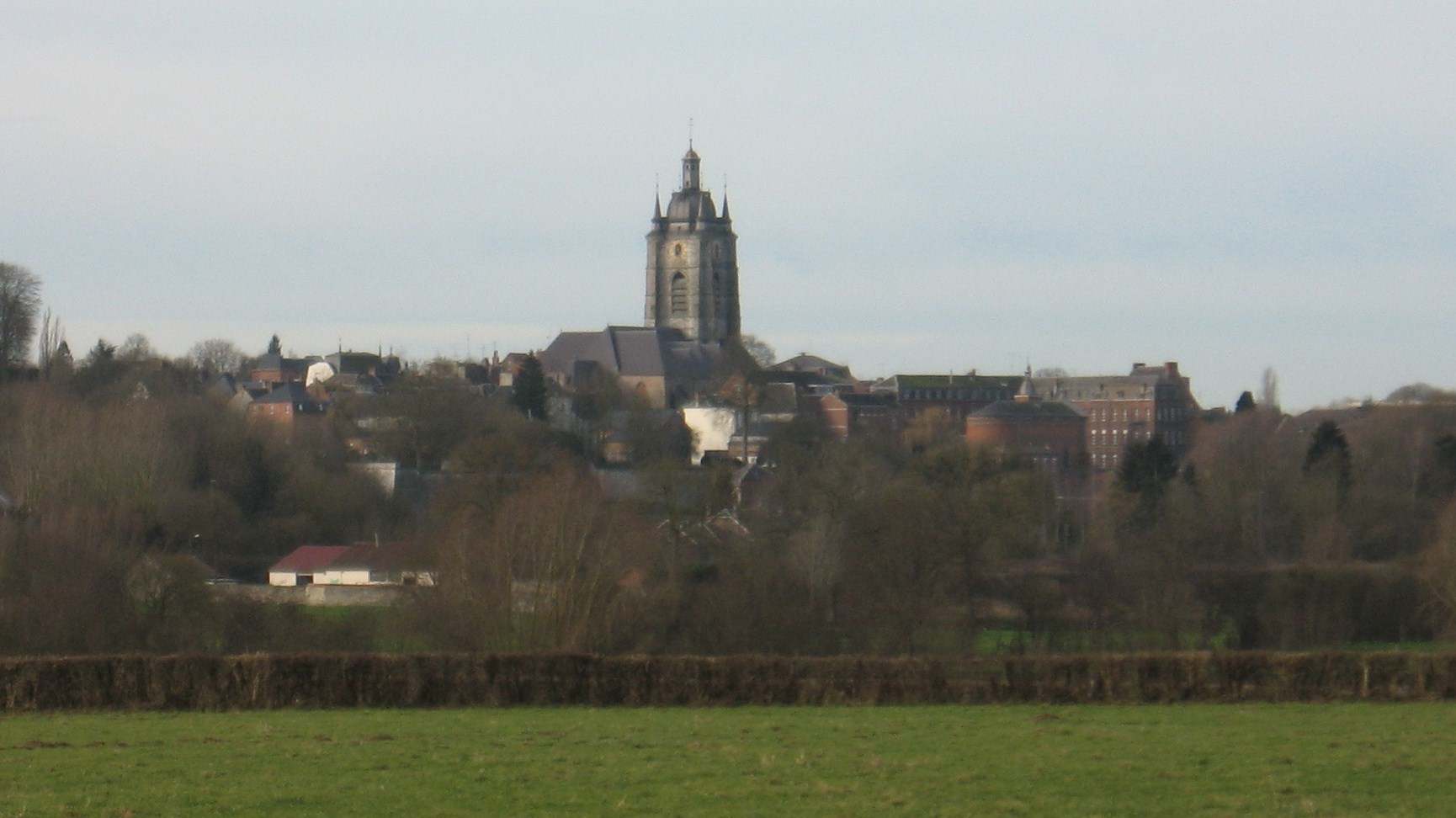
Avesnes-sur-Helpe

## Geografie
De oppervlakte van Avesnes-sur-Helpe bedroeg op 1 januari 2022 2,31 vierkante kilometer; de bevolkingsdichtheid was toen 1.769,7 inwoners per km². Avesnes ligt aan de Grote Helpe.

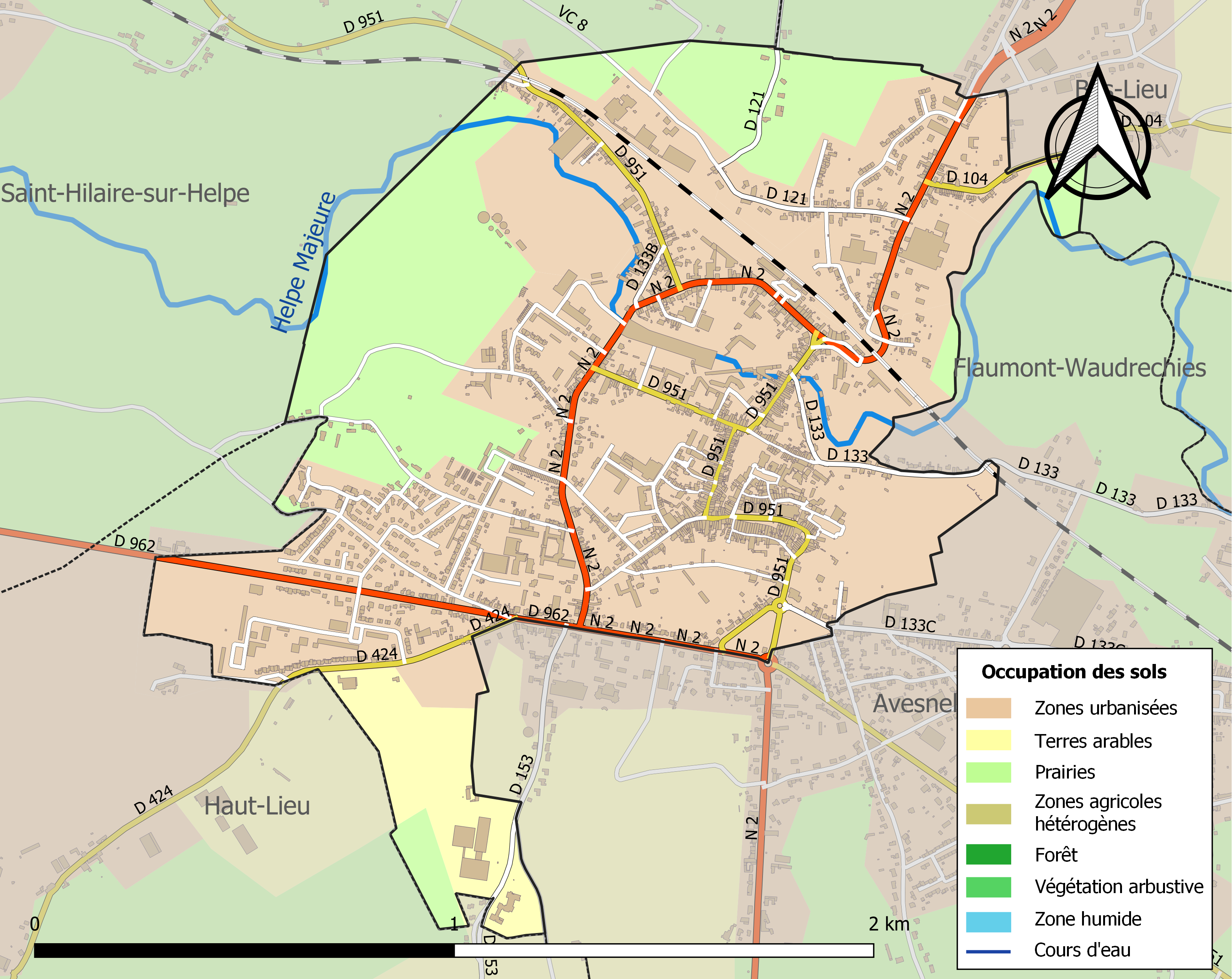
Kaart van de gemeente met belangrijkste infrastructuur, bodemgebruik en omliggende gemeenten

## Demografie
Onderstaande figuur toont het verloop van het inwonertal (bron: INSEE-tellingen).

## Geschiedenis

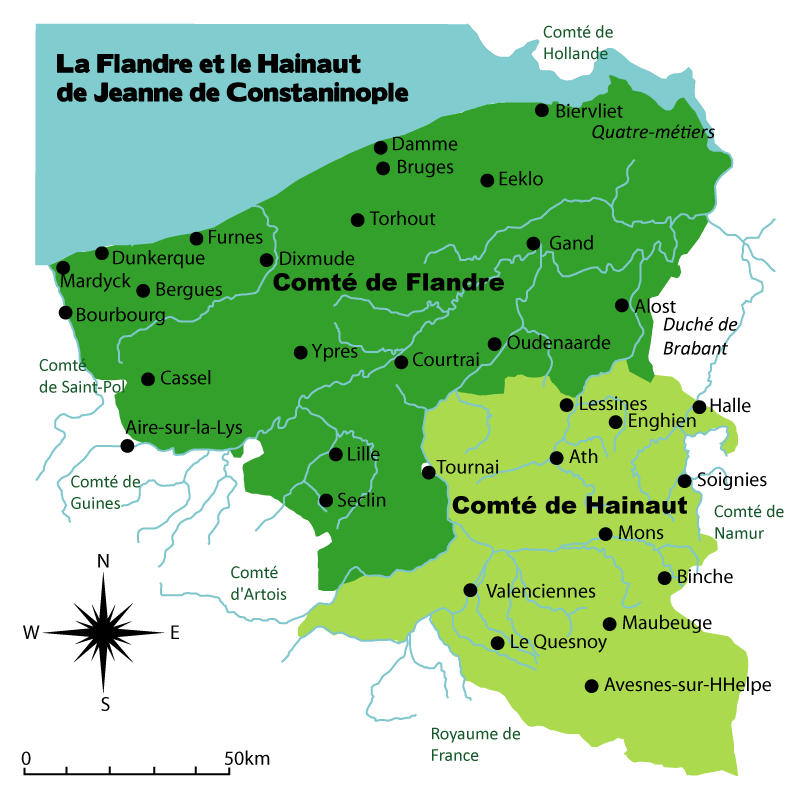
Graafschap Henegouwen met Avesnes

De plaats is ontstaan bij twee torens, de ene gebouwd door Wederik van Avesnes rond 1050 en de tweede door zijn zoon Thierry van Avesnes rond 1080. Beide torens lagen op een rotsachtig plateau dat ongeveer twintig meter boven de vallei van de Helpe uitsteekt. Tussen beide torens ontwikkelde zich een nederzetting. In de twaalfde eeuw kwam er een stadsmuur die de beide torens en de nederzetting omvatte. In 1200 verkreeg Avesnes een stadscharter. In de volgende eeuw breidde de stad zich uit tot in de vallei van de Helpe. Een nieuwe stadsmuur werd gebouwd in de dertiende eeuw die ook de benedenstad omvatte. Avesnes bloeide dankzij de laken- en ledernijverheid.
Avesnes is nauw verbonden met het graafschap Henegouwen en zijn geschiedenis. Na getouwtrek tussen Karolingische erfgenamen belandde het graafschap Henegouwen in het Rooms-Duitse Rijk (Verdrag van Ribemont). Avesnes, gelegen aan de Helpe en dus aan de bovenloop van de Samber, was strategisch gelegen en goed verdedigbaar versus de benedenloop van de Samber, in handen van het prinsbisdom Luik (Lobbes, Thuin, Châtelet). Het huis Avesnes speelde daarom een grote rol in het graafschap Henegouwen.
In de vijftiende eeuw had Avesnes veel te lijden onder de strijd tussen de Franse koningen en de Bourgondische hertogen. In 1477 nam Alain d'Albret, heer van Avesnes, de stad in op Maria van Bourgondië. In 1498 werd de stad opnieuw belegerd door een Frans leger. In de volgende eeuw werd de aangerichte schade hersteld en werd de stad verder versterkt. Avesnes kreeg een kapittelkerk en de drinkwatervoorziening werd verbeterd. In 1502 werd de stadsmuur hersteld en tussen 1534 en 1538 werden zes bastions gebouwd. De stad was immers een bolwerk in de verdediging van de Spaanse Nederlanden tegen Frankrijk.
In 1659, met het Vrede van de Pyreneeën, annexeerde de koning Lodewijk XIV van Frankrijk Avesnes. Vauban begon onmiddellijk met het bouwen van versterkingen tegen een eventuele invasie van troepen uit de Spaanse Nederlanden. De achttiende en de negentiende eeuw brachten welvaart. De botermarkt van Avesnes was een van de belangrijkste van Frankrijk. In 1867 werd beslist dat de versterkingen geen militair nut meer hadden en mochten worden afgebroken. In hetzelfde jaar werd de stad aangesloten op het spoorwegnetwerk. Gevolg was dat de stad verder kon groeien. 
De Eerste Wereldoorlog bracht een einde aan deze bloeiperiode. De stad bevond zich bij de frontlijn en in het voorjaar van 1918 was de Duitse generale staf in Avesnes gevestigd.

## Erfgoed
In Avesnes-sur-Helpe is veel militair erfgoed bewaard gebleven. Het Bastion de la Reine (1538) is als enige van de zes zestiende-eeuwse bastions bewaard gebleven. Een ander overblijfsel van de Spaanse verdedigingswerken is de Porte de Mons (1628). Vauban bouwde in de zeventiende eeuw verder op deze bastions en voegde er demi-lunes en courtines aan toe.
Sinds de twaalfde eeuw staat er de Sint-Nikolaaskerk. In de barokke tijd werd er in de Sint-Nikolaaskerk een zijkapel extra gewijd aan Sint-Nikolaas.
De boulettes d'Avesnes, een kaas, is een lokale specialiteit.

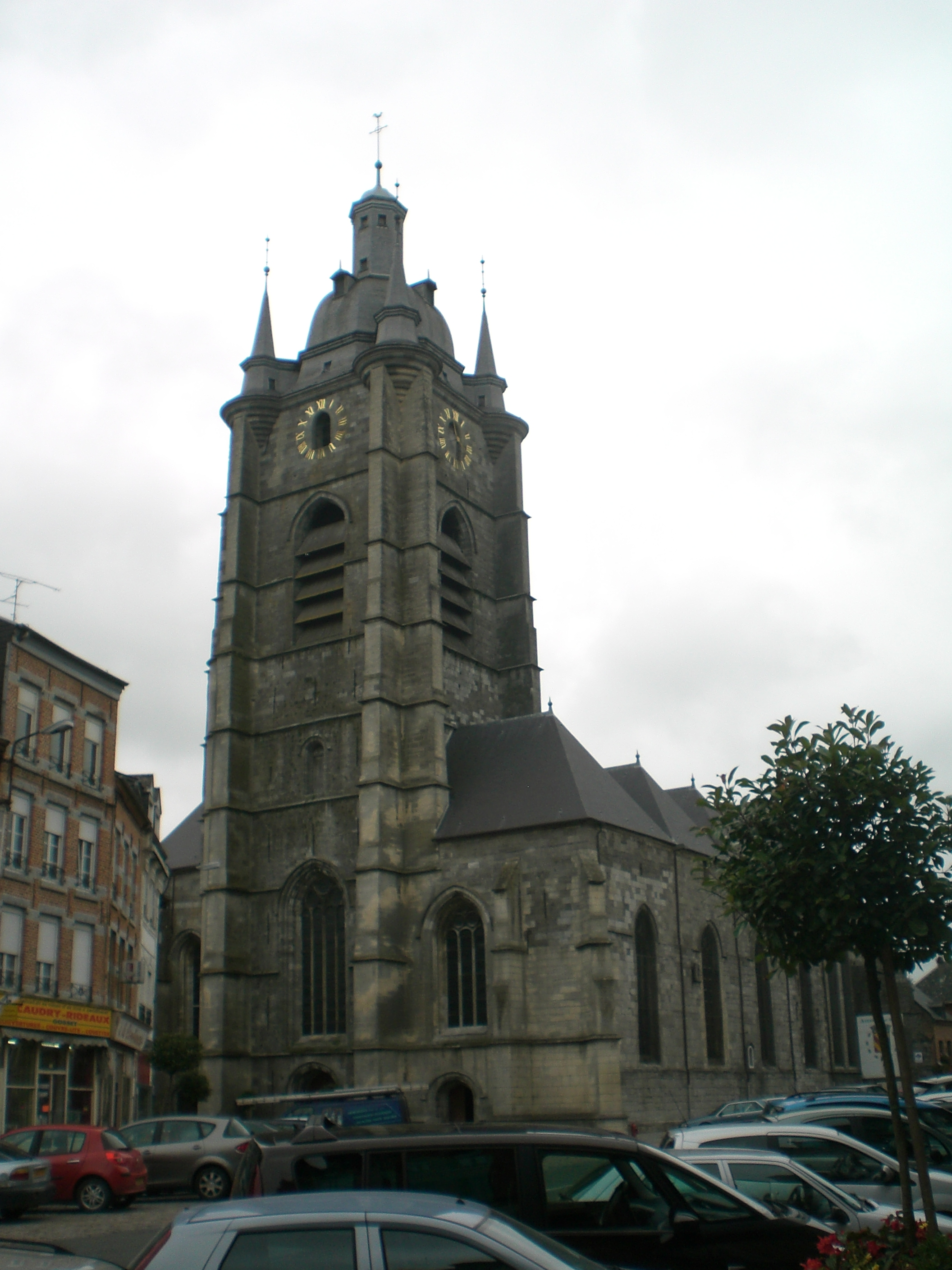
Sint-Nikolaaskerk, een voormalige kapittelkerk
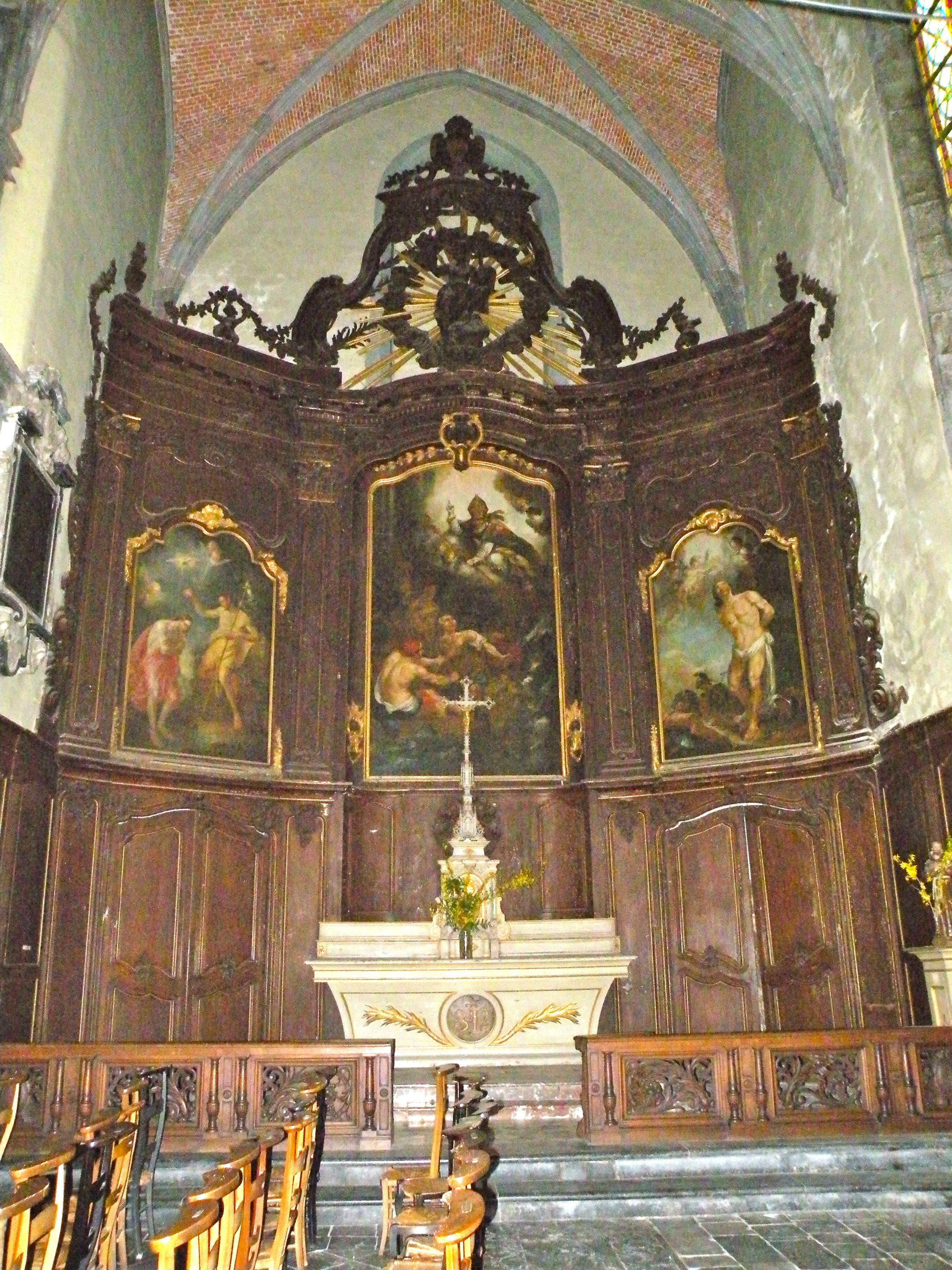
Sint-Nikolaaskapel in Sint-Nikolaaskerk
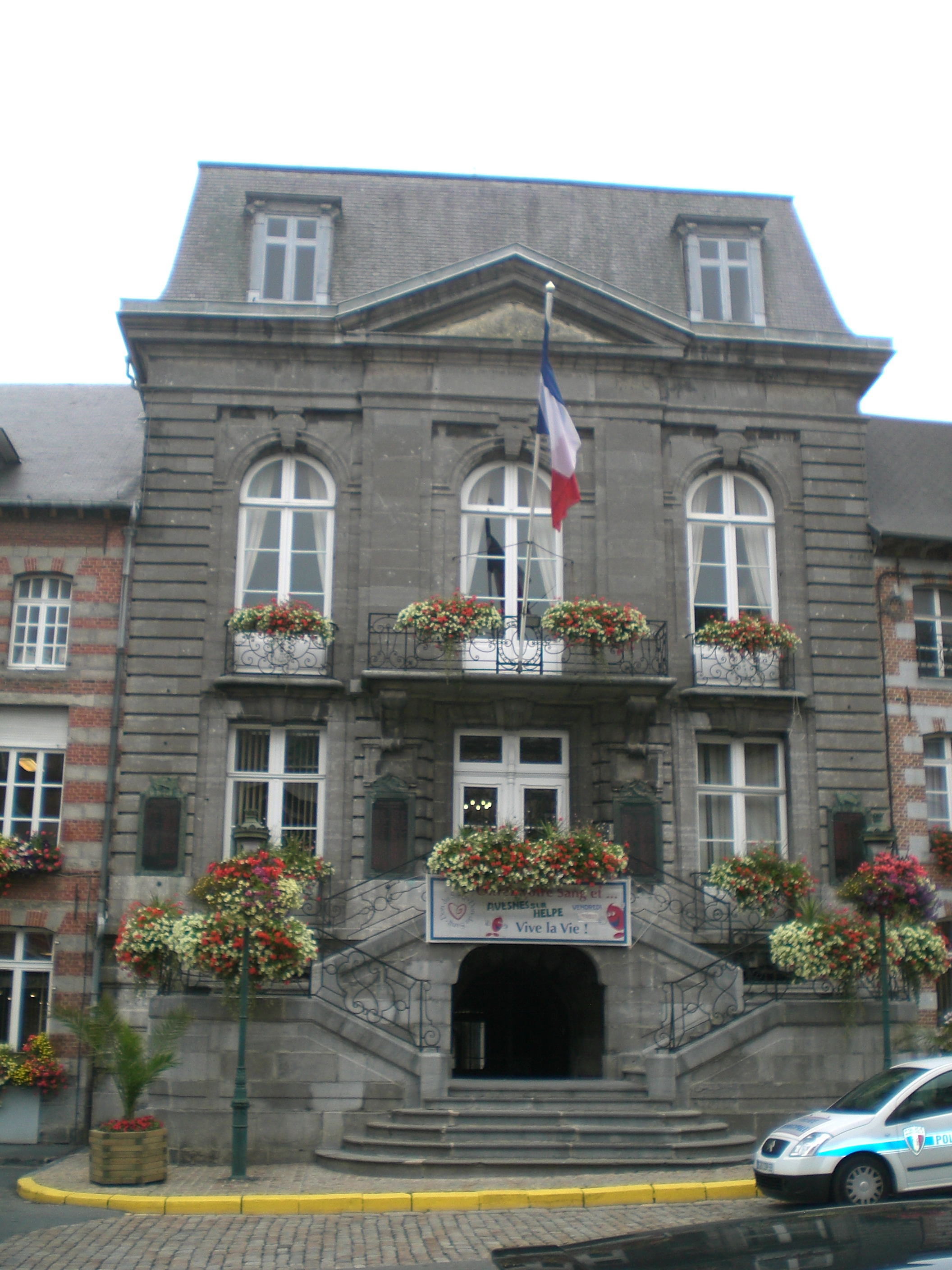
Gemeentehuis
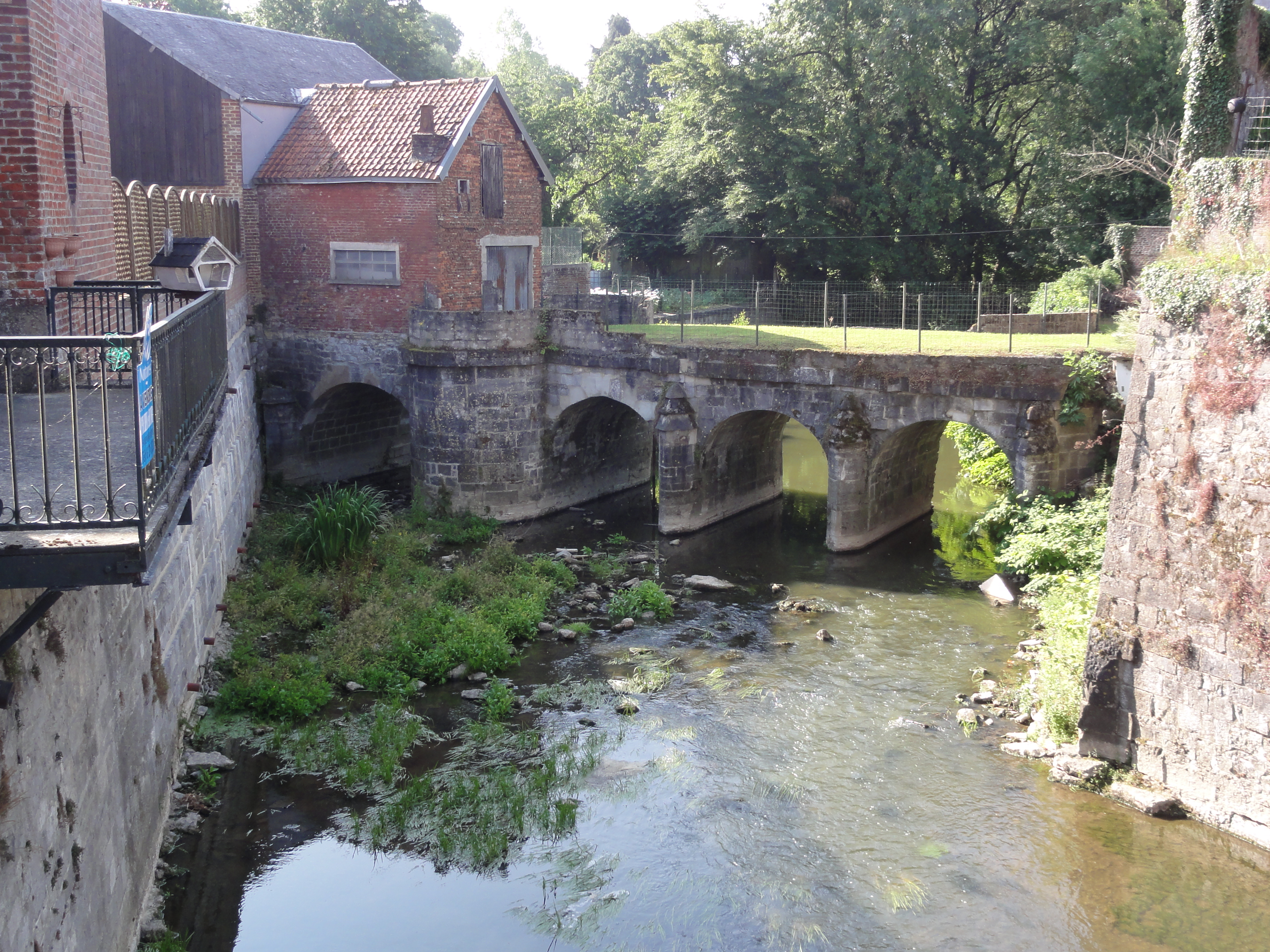
Porte de Mons
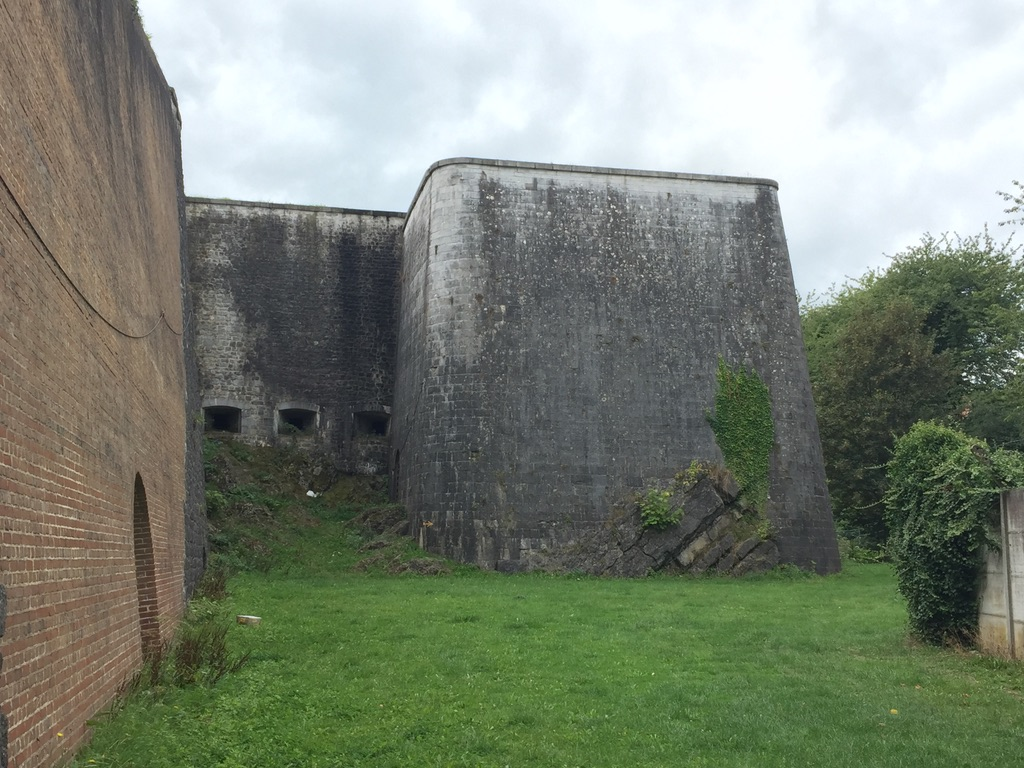
Bastion de la Reine

## Trivia
De eerste nederzetting op Manhattan werd naar deze plaats vernoemd door Peter Minuit als Neuf-Avesnes.